# Konrad von Gützkow
Konrad von Gützkow († nach 21. Februar 1284), auch Konrad I., war ein Graf von Gützkow.

## Leben
Graf Konrad von Gützkow war ein Sohn von Graf Jaczo I. von Gützkow und dessen namentlich unbekannter Gemahlin, die nach verbreiteten Literaturangaben mit Dobroslawa von Pommern, seltener mit Dobroslawa von Schlawe oder einer Tochter einer der beiden gleichgesetzt wird. Graf Johann I. von Gützkow, war sein älterer Bruder.
Bereits vor ihm führte sein Großonkel Konrad I. von Salzwedel, 1161–1186 als Konrad I. Bischof von Cammin und sein Onkel Konrad II. von Salzwedel, 1233–1241 als Konrad III. Bischof von Cammin, denselben Vornamen. Da von einigen Historikern, oder jedenfalls Autoren, noch ein weiterer Graf Konrad II. von Gützkow genannt wird, wurde er zur Unterscheidung von der Verwandtschaft in der Forschung als Graf Konrad I. von Gützkow abgebildet. 
Im Juni des Jahres 1249 verglich sich Johann mit dem Kloster Eldena über die Grenze des Waldes zwischen Eldena und Gützkow, wobei sein Bruder Konrad für ihn als Urkundenzeugen auftrat und auch die Mutter der beiden die Urkunde mit siegelte, vielleicht, weil beide noch unmündig waren. Den 19. Dezember 1256 beanspruchten sein Bruder und er den Zehnten auf der Halbinsel Liepe vom Kloster Usedom und verhandeln deswegen beim Bischof Hermann von Cammin. In gleicher Angelegenheit, da 1256 kein Ergebnis erzielt wurde, trat Konrad am 12. März 1257 letztmals mit seinem Bruder Johann gemeinsam auf. Die Ansprüche der Grafen wurden damals abgewiesen.
Als Conradus domicellus de Gutzkow, also wohl Herr zu Gützkow, wurde Konrad in einer Urkunde Herzog Barnims I., Belange die Stadt Gartz an der Oder betreffend am 7. Mai 1259 urkundlich genannt. Am 23. August 1269 genehmigte Herzog Barnim I. in Stettin den Verkauf von Ländereien im Lande Ziethen an die Kirche von Lübeck. Konrad trat dabei als erster unter den weltlichen Zeugen auf. Den 2. August 1270 zeugte Conradus Comes de Guzscowe als Barnim I. dem Kloster Eldena Güter in Vierow. Dies war die erste urkundliche Verwendung des Grafentitels für einen Angehörigen des Hauses Gützkow (eine angebliche Urkunde von 1249, in der ein namentlich nicht genannter Graf von Gützkow auftaucht, wurde als unecht erkannt). Zwei weitere Male trat Konrad für den Herzog als Urkundenzeuge im August 1270 auf. Zunächst in einer die Stadt Greifswald betreffenden Angelegenheit und dann anlässlich einer herzoglichen Schenkung an das Kloster Buckow. Am 29. Mai 1271 zeugte Konrad bei einer herzoglichen Schenkung an das Kloster Ivenack. Letztmals als Urkundenzeuge für Herzog Barnim I. trat Konrad am 14. Oktober 1273 bei der Gewährung der Zollfreiheit in Wolgast für die Anlandung von Heringen auf.

Hohlpfennig der Grafen von Gützkow ca. 1270

In die Regierungszeit von Graf Konrad fällt wohl auch die Erlangung der Münzgerechtigkeit für die Grafschaft Gützkow. Im Münzfund von Karrin von 1937 waren 47 Brakteaten mit dem Münzbild der Grafen von Gützkow, ihrem Wappen. Die Datierung des Fundes wurde um 1270 angesetzt.
1275 bezeugte Konrad die Überlassung von zwei Hufen an Dietrichshagen durch die beiden Ritter Harnid der Jüngere und Harnid der Ältere von Behr an das Kloster Eldena.
Im Jahr 1279 trat Konrad zwei Mal als Urkundenzeuge für die Herzogswitwe Mechthild von Pommern auf. Am 15. Januar bezeugte er in Anklam für sie die Schenkung des verstorbenen Herzogs an das Kloster Verchen und wenig später war er Zeuge, als sie der Stadt Gartz die durch ihren Mann erteilten Privilegien bestätigte.
Gleich fünf Mal bezeugte Konrad in den Jahren 1281–1282 für Herzog Bogislaw IV. Angelegenheiten das Kloster Eldena betreffend. In einer am 13. Oktober 1283 in Usedom ausgestellten Urkunden wurde Graf Konrad von Gützkow und Graf Nicolaus von Spiegelberg von Herzog Bogislaw als consanguinei nostri (seine Vettern) bezeichnet. Im Jahr 1284 trat Konrad zunächst in einer Zollangelegenheit Anklams betreffend als Zeuge für Bogislaw auf um dann am 21. Februar anlässlich Verkaufs des Dorfes Dargelin an die Stadt Greifswald durch den Herzog, das dieser zuvor von den Behr erworben hatte, als Conradus, comes de Gutzekow letztmals in einer Urkunde genannt zu werden.

## Familie
Aus seiner Ehe mit einer namentlichen unbekannten Tochter des Fürsten Nikolaus I. von Werle und der Jutta von Anhalt wurden Graf Konrad von Gützkow durch Historiker verschiedentlich Kinder zugeschrieben.
Bei Rymar und Schwennicke sind die Grafen Johann II. von Gützkow († nach 1314) und Nikolaus von Gützkow († 1322) unstrittige Söhne Konrads. Zu dieser Einordnung wurden es in der vorhergehenden Forschungsgeschichte jedoch reichlich andere Auffassungen vertreten. So wurde Johann II. auch als Sohn Jaczo II. und der Cecislawa von Putbus ausgewiesen. Nikolaus hingegen wurde zunächst auch als Sohn eines Jaczo III. und einer mutmaßlichen Tochter des Fürsten Johann I. von Werle gesehen, späterhin aber ebenfalls als Sohn Jaczo II. und der Cecislawa, wobei eingeräumt wurde, das mindestens eine weitere Möglichkeit zur filiationsmäßigen Einbindung bestünde, deren Abbildung jedoch leider als Kriegsverlust verloren ging und somit ggf. mit Rymar/Schwennicke nicht im Widerspruch steht.
Bei Pyl ist Graf Verenbert von Gützkow, urkdl. 1284 und 1300 ein unstrittiger Sohn Konrads.
Einer Ausführung Elzows in seinem bekannten „Adelsspiegel“ folgend, soll Heinrich von Massow († nach 1286) (…) in der Gegend bei Stolpe eines von Gotzkowen zu Gotzkow Tochter geheyratet haben und [hat] mit der derselben, als einzigen Erbin, die sechs Dörfer (…) Bartin, Brünnow, Woblanse, Derselitz, Wusseken und Barvin, zum Brautschatz erhalten (…). Urkundliche Nachrichten zu ihr fehlen gänzlich. Ebenfalls bleibt der tatsächliche Güterbesitz der Grafen von Gützkow in Hinterpommern im Dunkeln. Auch die Anbindung der mutmaßlichen Tochter an Konrad wie sie in der Familiengeschichte der von Massow präferiert wird, entbehrt des urkundlichen Nachweises, muss darüber hinaus sogar als sehr fraglich angesehen werden, was die Herausstellung einer Tochter als einzigen Erbin anbelangt. Dennoch wird die Heirat und der Erbgang der Güter, in leicht abgewandelter Form auch an anderer Stelle wiedergegeben. Für die dort genannte Jahresangabe 1285 findet sich zwar in der Tat die urkundliche Nennung des Hinricus de Massow, jedoch lediglich als Urkundenzeuge, in keiner Weise für die Heirat oder den Eintritt in die genannten Güter.
Auch Barbara von Gützkow († um 1326), welche ab 1302 bis 1326 als Äbtissin in Krummin gewesen ist, könnte zeitlich als Tochter Konrads eingeordnet oder angesehen werden. Urkundliche Nachrichten zu ihr fehlen jedoch.